# Kanton Cirey-sur-Vezouze
Kanton Cirey-sur-Vezouze (fr. Canton de Cirey-sur-Vezouze) byl francouzský kanton v departementu Meurthe-et-Moselle v regionu Lotrinsko. Tvořilo ho sedm obcí. Zrušen byl po reformě kantonů 2014.

## Obce kantonu
- Bertrambois
- Cirey-sur-Vezouze
- Parux
- Petitmont
- Saint-Sauveur
- Tanconville
- Val-et-Châtillon